# 戈巴尔根杰
戈巴尔根杰（羅馬化：Gopālganj）是印度比哈尔邦戈巴尔根杰县的一个城镇。总人口54418（2001年）。

## 人口
该地2001年总人口54418人，其中男性29016人，女性25402人；0—6岁人口8187人，其中男4207人，女3980人；识字率63.07%，其中男性为70.15%，女性为54.98%。